# أندرو هاريس (تنس)
أندرو هاريس (بالإنجليزية: Andrew Harris)‏ مواليد 7 مارس 1994 في ملبورن، هو لاعب كرة مضرب أسترالي يلعب باليد اليمنى. أعلى مركز له في تصنيف رابطة محترفي كرة المضرب في الفردي كان المركز الـ 497 في سنة 2015. أعلى تصنيف له في الزوجي كان المركز الـ 1076 في سنة 2013.